# クイズ!ヘキサゴンII
『クイズ!ヘキサゴンII』（クイズヘキサゴンツー、英称:QUIZ!HEXAGON II）は、2005年10月19日から2011年9月28日までフジテレビ系列で毎週水曜日の19:00 - 19:57（JST）に放送されていた日本のクイズバラエティ番組。通称は『ヘキサゴンII』。ステレオ放送、字幕放送、ハイビジョン制作。
本番組の前身であり、2005年6月15日から10月12日まで毎週水曜日19:57 - 20:54（JST）に放送されていた『クイズ!ヘキサゴン 今夜はクイズパレード!!』に関しても本項目で併せて記述する。

## 概要

### 番組の進行
番組開始前に出演者に対して50問のクイズからなる予選ペーパーテストが行われる。番組冒頭で予選テストの結果発表が行われ、順位に基づいて3チームが編成。3チームが様々なクイズで争い、全ステージを終えて得点が最も多いチームが優勝となる。期間によっては最下位を争う制度となり、最下位のチームは後述の「お楽しみゲーム」と称される罰ゲームを受ける。

### 『クイズ!ヘキサゴン』の移り変わり
前身番組『クイズ!ヘキサゴン』の視聴率が低迷したことから、総合司会の紳助が番組のリニューアル（テコ入れ）を要望したことを受け、2005年6月15日放送分から「今夜はクイズパレード!!」をサブタイトルとして追加し、6名の生き残り形式から6名×3チーム戦にリニューアルされた。後に、紳助はこのことに関して「改編時期ではなかったがプロデューサーがすぐ了承してくれた。まるで役所の「すぐやる課」みたいだった」と語った。

### 水曜19時台への移行
2005年10月19日より『クイズ!ヘキサゴンII』とタイトルが変更され、放送時間も水曜19時台へと1時間繰り上げられた。正式なタイトルは『クイズ!ヘキサゴンII』だが、番組中でのロゴやタイトルコールは『ヘキサゴンII クイズパレード!!』となっていた。
2008年1月2日19:00 - 21:54に、2001年から2007年まで1月2日に新春特番として放送してきた『クイズ$ミリオネア』（2002年は元日・2005年は別番組を放送）がレギュラー番組終了と年末特番に移行され、代替の形で放送した（2009年も同様）。2009年・2010年にはフジテレビ系列の看板番組『FNSの日』が本番組をベースに放送された。
時間帯を移して以降、特に2006年9月13日放送の3時間スペシャルで22.4%（関東地区）の高視聴率を獲得してから、出演者の珍解答をクローズアップして紳助がそれを弄ぶという番組のスタイルが確立されたことにより、視聴率が上昇し始め、2008年9月3日放送では最高視聴率23.5%（関東地区）を記録した。さらに2007年以降は紳助が音楽プロデューサーとなり出演者同士でユニットを組み歌手デビューさせ、それらが翌年年末のNHK『第59回NHK紅白歌合戦』に出場するなどいわゆる「おバカブーム」を作り上げ、番組の全盛期を迎える。平均視聴率も15%を上回るフジテレビを代表する高視聴率番組として躍進を見せた。
しかし、ブームも徐々に落ち着いていき、2010年春から（番組終了となる）2011年9月の期間は関東地区において、ほとんどの回で時間帯民放1位をキープしていたものの10%前半でやや伸び悩み、15%超の視聴率を獲得することはほぼなかった。
日本PTA全国協議会主催の「子供とメディアに関する意識調査」で、「親が子どもに見せたくない番組」として2008年度が第7位、2009年度は6位となった一方で、「子供に見せたい番組」として2009年度は8位にランクインされた。「見せたくない番組」と「見せたい番組」両方にランクインすることは極めて稀である。
2010年9月15日の放送の最後で放送300回を突破したことが発表され、10月27日の放送からBGMやCGが大幅にリニューアルされ、紳助・羞恥心・Pabo・サーターアンターギーのマスコットが入るタイトルロゴやフォント・BGMなどに一部変更された。

## 島田紳助の引退、そしてシリーズの終焉
2011年8月23日、紳助が暴力団関係者と交際をしていた影響により芸能界を引退することを発表。これに伴い当番組は当面の間放送休止が決まり、紳助が出演した収録済みだった回は全てお蔵入りとなり、翌日24日に放送予定だった当番組は緊急差し替えとして『タカトシ・温水の1000円握って食べまくり旅名作アンコールSP』を放送。翌週31日は『人気4番組合体! ヘキサはねるホンマ!?123 4時間ブチ抜きスペシャル』の第2弾として放送される予定だったが、当番組のパートを『世界おもしろ珍メダル バカデミービデオ大賞』の総集編に差し替えて放送された。その間、各種報道では紳助が総合司会を務める他の番組同様、番組の継続・終了について取り沙汰された。
その後、9月7日に放送を再開。当面は代理総合司会を置くことになり、7日分は藤本とつるのが、翌週9月14日放送分では品川と上地が代行した。
しかし、14日放送分の収録前に本番組の終了が決定し、28日のスペシャルをもって終了することが報道された。終了の理由としては「視聴率的には代理総合司会でも横ばいだったが、やはり紳助さんのテイストが濃く、紳助さん抜きでは継続が困難」とメディアに報じられた。紳助のレギュラー番組のうち、彼の冠番組以外で終了となったのは本番組がはじめてである。
9月7日、14日、28日（最終回）の放送において、出演者から紳助の実名は一切出されなかった。また、最終回においては他の番組では恒例となっている過去の名場面なども紳助が引退した事情から放送出来ず、最後の提供クレジットなどにおいて、紳助が映っていない一部シーンが流れたのみだった。これにより、2002年7月から始まった一連の『ヘキサゴンシリーズ』は9年3ヶ月の放送に終止符を打った。

### シリーズ終了後
一時は動向が不透明になっていたコンピレーションアルバム『WE LOVE ヘキサゴン 2011』が予定通り発売。同年11月26日には番組最後のイベントとなった『ヘキサゴンファミリーコンサート 2011 WE LIVE ヘキサゴン』を紳助抜きで決行し、これをもって番組内で結成されたユニットはサーターアンダギーを除いて、解散及び活動終了となった。
水曜19時枠は同年10月以降、特別番組やスポーツ中継（世界体操競技選手権・バレーボールワールドカップ）でつなぎ、2012年1月より新番組『おじゃマップ』が開始された。
2011年12月26日に放送された『さんまの全日本宴会芸コンテスト』において一部のヘキサゴンファミリーが出演し、全員で『泣いてもいいですか』を歌唱。出演したのは里田まい、スザンヌ、木下優樹菜、FUJIWARA、品川庄司、クリス松村の8人。

## 席順表

### 番組開始時の席順表
順位は「街角アンケート」による予選ペーパーテストの予想順位を示す。
レギュラー放送時は2009年10月28日より、中央の前2列がゲスト5人（2009年9月16日のルール変更後から出演者枠が拡大する以前の回までは、ゲストは4人）で固定されるようになり、残りの16人が予想順位に従って着席するようになった。
| (1)              | (2)            | (3)           |
| ---------------- | -------------- | ------------- |
| 15位・16位       | 9位・8位       | 7位・6位      |
| 14位・13位・12位 | （ゲスト固定） | 5位・4位・3位 |
| 11位・10位       | （ゲスト固定） | 2位・1位      |

| ヘキサゴン1      | ヘキサゴン2   | 高校生         |
| ---------------- | ------------- | -------------- |
| 14位・13位       | 7位・6位      | （高校生固定） |
| 12位・11位・10位 | 5位・4位・3位 | （高校生固定） |
| 9位・8位         | 2位・1位      | （高校生固定） |

18-27人参加のSP放送時は、向かって右側の席に予想順位の上位、中央に中位、左側に下位の解答者が着席する。
| (1)              | (2)              | (3)           |
| ---------------- | ---------------- | ------------- |
| 27位・26位・25位 | 18位・17位・16位 | 9位・8位・7位 |
| 24位・23位・22位 | 15位・14位・13位 | 6位・5位・4位 |
| 21位・20位・19位 | 12位・11位・10位 | 3位・2位・1位 |

この番組開始時に出演者が着席している場所は、行列早抜け!リレークイズ、全員で一斉早押し!早抜けクイズ、嫌でもクイズに答えよう（早押し）ご指名クイズなどで正解した解答者が着席する場所や、待機する場所としても使われている。この時は自由席で、司会者等も含め無関係に着席している。

### 解答者の席順表（チーム編成表）
番組のオープニングで、中村が予選ペーパーテストの結果を1位から順に発表し、解答者は番組開始時の席から解答者席に一人ずつ移動する。予選ペーパーテストの点数が同点の場合は、氏名の五十音順でより早い方が高順位の扱いとなる。名前を呼ばれると、アシスタントから順位と自分の名前が書かれたプレートを貰い、席に設けてあるプレート差しに差す。初期の頃のプレートは順位だけで名前はなく、2006年2月15日放送分からチームカラーと同じ色のネームプレートが付き、後にチームカラーが縁取りされた白いネームプレートになった。名前は透明な板に書かれており、順位が決定すると両面テープでネームプレートに貼り付けている。
レギュラー放送は、水色・ピンク・オレンジ・黄色・緑のうち3つを使用。ヘキサゴンチームは前と同じく成績順に2つの席の中でジグザグに座り、ゲストチームは特定のゲスト5人にヘキサゴンメンバーのうち11位と16位を加えた7人でチームを組み、成績順に座る。ゲストチームの平均点によっては、上位または下位のヘキサゴンファミリーがゲストチームに入る事もある。
| ヘキサゴンチーム1       | ヘキサゴンチーム2       | （ゲストチーム)                                  |
| ----------------------- | ----------------------- | ------------------------------------------------ |
| 14位 （対抗戦時は13位） | 15位 （対抗戦時は14位） | 11・16位 + ゲスト5人 （高校対抗戦時は高校生7人） |
| 13位 （対抗戦時は12位） | 12位 （対抗戦時は11位） | 11・16位 + ゲスト5人 （高校対抗戦時は高校生7人） |
| 9位                     | 10位                    | 11・16位 + ゲスト5人 （高校対抗戦時は高校生7人） |
| 8位                     | 7位                     | 11・16位 + ゲスト5人 （高校対抗戦時は高校生7人） |
| 5位                     | 6位                     | 11・16位 + ゲスト5人 （高校対抗戦時は高校生7人） |
| 4位                     | 3位                     | 11・16位 + ゲスト5人 （高校対抗戦時は高校生7人） |
| 1位                     | 2位                     | 11・16位 + ゲスト5人 （高校対抗戦時は高校生7人） |

18-27人参加のSP放送時は、最前列左から1、2、3位、2列目右から4、5、6位、3列目左から7、8、9位…のように、各チームの知識レベルが均等になるよう、成績順でジグザグに着席する。これは解答者数やチーム数が変わった場合も同様である。
| （1） | （2） | （3）          |
| ----- | ----- | -------------- |
| 25位  | 26位  | 27位           |
| 24位  | 23位  | 22位           |
| 19位  | 20位  | 21位           |
| 18位  | 17位  | 16位           |
| 13位  | 14位  | 15位（ゲスト） |
| 12位  | 11位  | 10位（ゲスト） |
| 7位   | 8位   | 9位（ゲスト）  |
| 6位   | 5位   | 4位（ゲスト）  |
| 1位   | 2位   | 3位（ゲスト）  |

各年の『FNSの日』・『Wぅ杯 番組交流戦スペシャル』（2006年放送）・ヘキサはねるホンマ123（2011年放送）の『はねるのトびら』チームや『花ざかりの君たちへ〜イケメン♂パラダイス〜』（2007年放送）チームや『ピカルの定理』（2011年放送）チームのように、1チームのメンバーを固定した場合はそのチームは一番右隅に座る。残りのメンバーの成績順でジグザグに着席する。なお、着席順は多少異なる場合もある。
この席順は予選ペーパーテストの結果発表時のほか、
- 行列早抜け!リレークイズ
- 全員で一斉早押し!早抜けクイズ

といったコーナーのスタート時などで使用される。
なお、
- 嫌でもクイズに答えよう（早押し）ご指名クイズのスタート時は、チームの代表者を除くメンバーが
- 前後を答えよう!2ショットクイズのスタート時は、アンカー解答者を除くメンバーが

この順序で着席しており、「電撃4択クイズ どっちカニ〜!?」のスタート時は、この基本形とは逆にチーム編成はそのままで成績の低い者が前になるように着席する。

### 全体の番組の変遷
- チームカラーは水色・ピンク・オレンジ・黄色・緑[注 5]から適宜使用される。

|                       | 左列     | 中列     | 右列     |
| --------------------- | -------- | -------- | -------- |
| 放送開始-2006年12月   | 黄色     | 緑       | オレンジ |
| 2007年1月-12月        | 黄色     | 緑       | ピンク   |
| 2008年1月-10月        | 黄色     | ピンク   | オレンジ |
| 2008年10月-2009年10月 | 水色     | ピンク   | オレンジ |
| 2009年10月-2010年11月 | ピンク   | オレンジ | 緑       |
| 2010年12月-最終回     | オレンジ | 黄色     | ピンク   |

- 「クイズパレード」開始 - 2006年5月3日放送分まではチームごとにリーダーが決められ[注 6]、チーム名がリーダーの名前で呼ばれていた。翌週の2006年5月10日以降はチームリーダーの制度を廃止し、チーム名が色の名前で統一された。
- 2007年5月から賞金をかけて争われるようになった。
- 2008年頃から、成績発表+クイズ（3コーナー）と「歌のコーナー」が設けられた。
- 番組の進行中に紳助個人の判断で、一時ルールが変更されることがある。

### お楽しみゲーム
2009年9月16日 - 2011年3月9日までは、優勝ではなく最下位を決定するルールに変更され、最下位になると「歌のコーナー」終了後に「お楽しみゲーム」を受け、最下位になったチームメンバーが、人数分用意されたボックスにランダムで入り、当たりを引いた人は、頭上から水をかぶる。当たりの人数は毎回異なるが、高校生チームが最下位になった場合、高校生側の希望と番組出演の記念により、全員で水をかぶこともあった。なお、このゲームを行うにあたって、出演者は衣装からジャージに着替える。この変更で、ゲストチームはクイズ形式に不慣れなせいもあり、原則ハンデも与えられないため、最下位になることが多かった。回によっては、かぶる水の量を通常の2倍にしたり、1つのボックスに2人入ることもあった。
2010年6月30日 - 12月1日まで、ヘキサゴン2チームと一般公募で選ばれた高校生チームを加えた3チームによる対抗戦で行い、高校生チームが優勝すれば、高校野球の試合終了後の勝者チームに則って、スタジオで校歌を斉唱し、ヘキサゴンチームの最下位チームが、お楽しみゲームを受け尚且つ代表者1人が、優勝した高校へ出向き謝罪をする。高校生チームが最下位になった場合は、持参した看板を没収されスタジオに飾られ、お楽しみゲームも受けなければならない。高校生チームが2位だった場合は特に何も無い。
2010年7月21日放送分は『26時間テレビ』が目前に迫り「忙しいから手軽に集めた」のと、番組対抗ヘキサゴンのヘキサゴンチームの助っ人探しも兼ねて、外国人チーム7人と対戦した。この中からベルナール・アッカが、本番の『26時間テレビ』で助っ人として参戦した。
2010年12月8日放送分からは高校生チーム募集の終了及びゲストチーム制度の廃止に従い、以前の形式に戻った（お楽しみゲームルールは継続）。
2011年4月13日放送分からは東日本大震災の影響でお楽しみゲームが廃止され、再び優勝を目指すルールに戻った（賞金・賞品などは無し）。
2011年6月1日放送分からとは再び最下位を決めるルールに戻り、最下位となったチームはメンバーの中で一番足を引っ張った人が「反省戦士おバカーマン」として恥ずかしいコスプレをしながら反省の弁を述べることとなった。この「おバカーマン」のコスプレは、視聴者からデザインを募集していた。

## 出演者

### 総合司会
- 島田紳助[注 15][注 16]

2011年8月23日に芸能界引退を表明したことに伴い、2011年8月17日放送分が最後の出演となった。

### 代理総合司会
- 藤本敏史（FUJIWARA）

2011年9月7日放送分。
- つるの剛士

2011年9月7日放送分。
- 品川祐（品川庄司）

2011年9月14日放送分。
- 上地雄輔

2011年9月14日放送分。

### 進行（アシスタント）
- 中村仁美（当時フジテレビアナウンサー）

得点発表や「行列早抜けリレークイズ」の正解発表が主な役割だが、解答者が怪我・妊娠・持病を抱えているなどの諸事情でコーナーに参加できない場合は代役を務めることがある。

### 出題者
- 牧原俊幸

過去には伊藤利尋、佐野瑞樹、坂口哲夫、青嶋達也、福井謙二、山中秀樹が牧原の代理で出題を務めたこともあった。

### ナレーション
- 田中真弓

### 主な出演者（ヘキサゴンファミリー）
最終回まで出演したメンバー
男性
- つるの剛士：2005年7月、2006年1月、2006年11月 -
- 上地雄輔：2007年6月 -
- 岡田圭右（ますだおかだ）：2005年11月 -
- クリス松村：2007年12月 -
- 小島よしお：2007年12月 -
- 崎本大海：2007年8月、2008年12月 -
- 品川庄司（品川祐・庄司智春）：2005年6月 -
- アンガールズ（山根良顕・田中卓志）：2005年10月 -
- FUJIWARA（原西孝幸・藤本敏史）：2005年8月 -
- 元木大介：2008年12月 -
- 森公平（新選組リアン）：2009年10月 -
- 山田親太朗：2009年4月 -
- ラサール石井（コント赤信号）：2005年6月 -
- 渡辺正行（コント赤信号）：2005年6月、2006年3月 -

女性
- 里田まい（カントリー娘。）：2006年7月 -
- スザンヌ：2007年5月 -
- 木下優樹菜：2007年2月 -
- misono：2007年11月 -
- 南明奈：2008年1月 -
- 矢口真里：2005年10月 - 2006年10月、2007年12月、2008年10月 -

過去の出演者
男性
- 次長課長（井上聡・河本準一）：2005年8月 - 2006年10月、2007年5月 - 2008年1月
- フットボールアワー（後藤輝基・岩尾望）：2005年7月 - 2008年6月、2010年3月、2011年1月 - 3月
- 具志堅用高：2010年2月 - 2011年3月、2011年7月
- 香田晋：2005年9月 - 2009年1月、2010年6月
- 金剛地武志：2005年7月 - 2008年8月[注 17]
- たいぞう：2007年11月 - 2008年3月
- タカアンドトシ（タカ・トシ）：2006年2月 - 2007年5月
- ダンディ坂野：2008年4月 - 2010年3月[注 17]
- 野久保直樹：2006年11月 - 2009年7月[注 18]
- 野々村真：2005年6月 - 2008年10月、2010年4月
- 間寛平：2005年6月 - 2007年10月、2008年7月
- 波田陽区：2005年6月 - 2010年10月[注 17]
- 板東英二：2005年7月 - 2009年8月
- ほっしゃん。：2005年8月 - 2007年2月、2007年10月
- ほんこん（130R）：2005年8月 - 2008年7月、2009年8月
- 増田英彦（ますだおかだ）：2005年11月 - 2009年2月
- 松澤一之：2005年10月 - 2006年8月、2008年3月 - 2010年4月
- 村上ショージ：2005年10月 - 2009年3月、2011年7月
- 村田満：2008年4月 - 2009年5月
- 矢部太郎（カラテカ）：2006年9月 - 2008年7月、2010年3月
- 湯浅卓：2005年6月 - 2005年12月
- RYOEI：2010年2月 - 2011年7月 （歌のみや口パク歌謡ショーでの出演も含む）

女性
- 赤井沙希：2008年2月 - 2009年3月
- アグネス・チャン：2006年6月 - 2007年8月、2008年3月 - 2009年9月
- 麻木久仁子：2006年5月 - 2009年6月
- 大沢あかね：2005年8月 - 2010年7月[注 17]
- 神戸蘭子：2009年3月 - 2011年1月
- 小林はるか：2008年3月 - 2008年10月
- さとう里香：2008年6月 - 2010年1月
- 高木美保：2005年11月 - 2008年7月、2011年6月
- 辻希美：2009年6月 - 2010年12月
- 西川史子：2005年6月 - 2008年7月、2009年2月 - 2009年3月、2010年1月 - 2010年3月
- 福田沙紀：2006年5月 - 2007年6月
- ほしのあき：2005年6月 - 2008年3月、2010年3月
- 堀ちえみ：2005年9月 - 2007年6月、2008年1月
- 眞鍋かをり：2005年5月 - 2007年8月
- 水野裕子：2005年10月、2006年12月 - 2009年9月、2010年12月
- 三船美佳：2005年10月 - 2006年11月
- 安田美沙子：2005年11月 - 2009年5月
- 山口もえ：2005年6月 - 2008年3月
- 山本モナ：2007年1月 - 2008年7月

### 音楽活動
2007年に番組内でPaboが初めて番組発ユニットとして結成されて以来、数々の音楽ユニットが結成された。また、「ヘキサゴンファミリー」という総称がついており、2008年10月22日にアルバム『WE LOVE ヘキサゴン』をリリースした。
また、2007年8月1日以降の放送から番組の終盤に発表曲を、2008年3月19日以降からはエンディングと題してスタジオライブという形でほぼ毎回、それぞれのユニット・歌手の曲を放送していた。2009年9月16日からのゲストチーム制が開始してからは、お楽しみゲームを実施する前にそれぞれのユニット・歌手の曲を放送するようになった。稀に、番組冒頭で行われたり、スペシャル放送では番組途中で挿入されるケースもあった。
ただし、スタジオライブに参加するユニットのメンバー全員がその回のクイズに参加するとは限らず、クイズに参加しなかったメンバーが歌のみに参加することも多かった。
また、カシアス島田プロデュース以外ではつるの剛士、遊助、崎本大海、RYOEIがソロ曲を、他番組発では新選組リアンが歌を披露した。ただし、崎本の『夜更けのバラッド』はヘキサゴンファミリーコンサート2010の模様を放送。

#### 番組で結成されたユニット
番組で結成されたユニットについては『ヘキサゴンファミリー』を参照。

## 予選ペーパーテスト
出演する芸能人・有名人が本番前に50問（1問1点、50点満点）の「予選ペーパーテスト」を行う。先述通り、同点の場合は五十音順に順位が決定する。問題は小学校・中学校レベルの一般常識問題から、最新の時事問題まで多ジャンル。このペーパーテストの制限時間は15分（1問当たりに換算すると18秒）で、本番収録が行われるスタジオで実施される。なお、ペーパーテストは携帯サイト（最近の4回分）・ヘキサゴンドリル（出版物）でも挑戦でき、サイトは会員登録すれば、得点及び出演者との比較も出来た。
2006年から2008年の『FNSの日』の総合司会者は当日テストを受ける時間が取れない関係上、自動的に最下位扱いとなった。
なお、双子の広海・深海とザ・たっちについては2人1組で参加し、2人の得点の平均点を成績とするという特例があった。

## スペシャル放送
「タレントで構成される3チームがクイズで対抗する通常の1時間の番組」とは異なる放送が行われることがある。
- 通常放送より放送時間が長くなり、参加者が増え、ステージ数が多くなる（拡大版）
  - 「歳末超クイズパレード2時間スペシャル!!」（2005年12月21日）、「4チームで対戦の回」（2006年12月27日）、「クイズ&スポーツパレード」（2007年5月2日）など
- 参加者全員が特別なメンバーで占められる（変形版）
  - 「女だらけの2時間スペシャル!!」（2005年10月12日）、「芸人vs新旧アイドル対決2時間スペシャル!!」（2005年11月16日）、「フジテレビアナウンサー大会」（2006年2月8日）、「特別編・頭を強く打っちゃった大会」（2006年9月20日）
- 特別なメンバーで占められる1チーム（または2チーム）がいつものメンバーによるチームと対戦する（対抗戦）
  - 「Wぅ杯 番組交流戦スペシャル」（2006年6月14日）、「FNS26時間テレビ (2006年)」、「FNS27時間テレビ (2007年)」、「花ざかりの君たちへ〜イケメン♂パラダイス〜」スペシャル（2007年8月29日）[注 21]、「FNS27時間テレビ (2008年)スペシャル」、「FNS26時間テレビ (2009年)番組対抗ヘキサゴン」など
- 「3チームがクイズで対抗する」という基本的な枠組みが崩れ、事実上別番組（番外編）
  - 「沖縄合宿スペシャル」（2007年9月26日）、「京都旅行3時間スペシャル」（2008年2月20日、2008年3月5日）[注 22]、「南紀白浜合宿スペシャル」（2008年9月17日）、「クイズヘキサゴンIIヒットパレード」（2008年10月22日、2009年11月18日）、「宮古島合宿スペシャル」（2009年3月25日）、「26時間テレビ裏側密着スペシャル」（2009年7月29日、2010年7月28日）、「熱海合宿スペシャル」（2009年9月30日）、大総集編 あなたが選んだもう一度見たいヘキサゴン名珍場面ランキング（2010年2月24日）、秋の3時間スペシャル（2010年10月6日）

### クイズ合宿
スタジオを飛び出し、行楽地でのクイズ合宿を行う。合宿ではクイズやゲームの成績によって食事や宿泊場所が決定するために、成績が悪いと食事抜きや野宿などの厳しい合宿となる。紳助はヘキサゴンでは常にガチであることを強調しており、「他の番組ではたとえ放送上は食事抜きでも収録後に食べさせてくれることもあるが、この番組はガチで食べさせない。」と宣言している。また、出演者に対するドッキリや、男性陣（特に妻帯者）が意中の女性とデートすることができる企画もある。終盤ではゴルフ大会や野球大会を行うなど「合宿」と言うより「修学旅行」といった趣きを見せていた。通常放送と同様チーム分けも行われることはあるが、多くの回では団体戦の組みわけ程度にとどまっており、最終的な優勝チームは決めないことも多い。
- ヘキサゴン紙幣

京都・熱海以外の合宿では自分の現金は使用できず、合宿専用のヘキサゴン紙幣を使用しなければならない。出発前に行う全員一斉早押しクイズの順位に応じて各自に支給され、主に食事が低ランクになってしまったり、野宿となってしまった時に使用する。また、毎回出発の際にバスに乗車するが、乗車賃にも高額のヘキサゴンを使用（所持金が少ない人のために冷房なしや自転車での移動、肥満体型の人たちとの相乗りなどのペナルティつき移動も選べる）し、さらに出発料も徴収されてしまう。
ヘキサゴン紙幣は合宿当日に持ってこなければ無効の上、紛失・破損した場合も再発行できない。しかし、譲渡や他人の代金を肩代わりすることもできるため、デート企画の前に心証を良くするために男性が女性陣の代金を肩代わりすることも多い。
ヘキサゴン紙幣は早押しクイズで手に入れるほか、合宿前に行われる通常回のクイズなどでボーナスとして手に入る他、合宿内で活躍した場合もボーナスとしてもらうことができる。逆に番組に迷惑をかけたり（遅刻など）不正を行った場合は罰として没収される。
初回の沖縄合宿では合宿終了後に残ったヘキサゴン紙幣1枚につき2万円で換金された。また、それを見越して南紀白浜ではヘキサゴン紙幣を残した人が多く出たが、レートは1枚200円に下がっていた。
なお、ヘキサゴン紙幣の適用範囲は合宿開始から合宿終了（南紀白浜までは終了後のスタジオ収録）まで。また、宿泊決めクイズ終了後から翌朝の朝食までの間や収録外で楽しむレジャーなどは自分のお金で飲み食いや代金を支払うことが許される。
当初は飲み物や軽食等、ヘキサゴン紙幣が使用できる個所は比較的たくさん設けられていたものの、中期以降は（少なくとも放送上は）最初の交通費及び宿泊場所か食事のグレードアップ以外にヘキサゴン紙幣の使用箇所はなくなった。

## 人気4番組合体! ヘキサはねるホンマ!?123 4時間ブチ抜きスペシャル
- 『クイズ!ヘキサゴンII』と『はねるのトびら』と『ホンマでっか!?TV』と『ザ・ベストハウス123』の4番組が、それぞれの番組の枠を超えてコラボレーションした特別番組。
- 放送は、2011年2月9日（水曜日）19:00 - 22:48
- ブロックごとのタイムテーブルは下記通り。
  - 19:00 - 19:58…クイズ!ヘキサゴンII×はねるのトびら
  - 19:58 - 20:56…はねるのトびら×クイズ!ヘキサゴンII
  - 20:56 - 21:52…ホンマでっか!?TV×はねるのトびら×ザ・ベストハウス123
  - 21:52 - 22:48…ザ・ベストハウス123×ホンマでっか!?TV
- 視聴率は17.0%

## Coca-Cola Happy Music Quiz featuring ヘキサゴン
- Coca-Cola Happy Music Quiz featuring ヘキサゴン（コカ・コーラ ハッピーミュージッククイズ フューチャレング ヘキサゴン）は2009年4月1日から2009年9月2日まで、番組中で放送された筆頭番組スポンサーのコカ・コーラとのコラボレーション企画。
- 内容はヘキサゴンファミリーから3 - 4名が登場し、コカ・コーラのキャンペーンに関する早押しクイズに挑戦する。出題はヘキサくん（田中真弓）。
- 但し、放送週は基本的には毎週ではなく不定期で流れており、コカ・コーラの製品CM（30秒分×2本）か上記のコラボCMの何れかとなっている。

## コンサート
- 2008年8月23日

ヘキサゴンファミリーライブ お台場冒険王 〜羞恥心とPaboとゆかいな仲間たち〜
会場 - お台場特設ステージ
出演者 - 羞恥心（つるの、上地、野久保）、Pabo（里田、スザンヌ、木下）、アンガールズ、岡田圭右、波田陽区、香田晋、品川庄司、FUJIWARA、misono、スワローズパラダイス、中村仁美
ゲスト - DDS
お台場冒険王のイベントの一環で行われた、羞恥心とPaboが出演したヘキサゴン史上初めてのコンサート。観客は観覧募集（無料）として募集された。
- 2008年10月4日

ヘキサゴンファミリーコンサート 『クイズ！ヘキサゴンII ヒットパレード』
会場 - 国立代々木競技場 第一体育館
出演者 - ヘキサゴンファミリーコンサート#出演者を参照。
初の有料コンサート。
- 2009年8月11日

ヘキサゴンファミリー・コンサート
会場 - 合衆国HAPPYスタジアム（お台場合衆国内）
出演者 - つるの剛士、里田まい、スザンヌ、アンガールズ、岡田圭右、神戸蘭子、クリス松村、小島よしお、金剛地武志、崎本大海、品川庄司、ダンディ坂野、辻希美、波田陽区、FUJIWARA、misono、南明奈、矢口真里、牧原俊幸、中村仁美
- 2009年10月31日

ヘキサゴンファミリーコンサート 『クイズ！ヘキサゴンII ヒットパレード2009』
会場 - 国立代々木競技場 第一体育館
出演者 - ヘキサゴンファミリーコンサート2009#出演者を参照。
昼の部と夜の部の2回公演。
- 2009年12月31日-2010年1月1日

ヘキサゴンファミリーカウントダウンライブ
会場 - フジテレビ22階フォーラム
出演者 - つるの剛士、里田まい、スザンヌ、木下優樹菜、アンガールズ、岡田圭右、大沢あかね、クリス松村、金剛地武志、崎本大海、さとう里香、品川庄司、新選組リアン、ダンディ坂野、波田陽区、南明奈、元木大介、矢口真里、山田親太朗、RYOEI、中村仁美、上地雄輔、misono
- 2010年10月31日

クイズ!ヘキサゴンII放送300回記念 スベラーズ単独ライブ
会場 - Shibuya O-EAST
出演者 - スベラーズ（岡田、小島、波田）
ゲスト - つるの剛士、上地雄輔、里田まい、スザンヌ、木下優樹菜、アンガールズ、神戸蘭子、崎本大海、品川庄司、FUJIWARA、松岡卓弥、misono、南明奈、元木大介、森公平、矢口真里、山田親太朗、RYOEI、中村仁美
- 2010年12月11日

ヘキサゴンファミリーコンサート2010
会場 - 幕張メッセイベントホール
出演者 - ヘキサゴンファミリーコンサート 2010 WE LIVE ヘキサゴン#出演者を参照。
- 2010年12月25日

クイズ!ヘキサゴンII presentsスーパークリスマスパーティー2010〜決戦!オールスター野球大会〜
会場 - 京セラドーム大阪
出演者 - 島田紳助、具志堅用高、つるの剛士、上地雄輔、里田まい、スザンヌ、木下優樹菜、アンガールズ、岡田圭右、神戸蘭子、クリス松村、小島よしお、崎本大海、品川庄司、新選組リアン、ダンディ坂野、波田陽区、FUJIWARA、松岡卓弥、misono、南明奈、元木大介、矢口真里、山田親太朗、ラサール石井、RYOEI、渡辺正行、中村仁美
SPゲスト - 高橋尚成、山崎武司、涌井秀章
ヘキサゴンファミリーコンサート2011
会場 - 幕張メッセ
出演者 - ヘキサゴンファミリーコンサート 2011 WE LIVE ヘキサゴン#出演者を参照。
シークレットゲスト - 野久保直樹

## 主題歌

### メインテーマ
- 『hate beat』 nil（nilのアルバム「12 INPLOSION」収録）
協力 - フジパシフィック音楽出版

※2010年6月2日放送分、10月20日放送分、27日放送分のエンディングにも使用した。

### エンディングテーマ
| 曲名                                  | ユニット・歌手名               | 放送日                                   |
| ------------------------------------- | ------------------------------ | ---------------------------------------- |
| おかあさん                            | 香田晋                         | 2006年8月2日 - 2007年7月11日             |
| 恋のヘキサゴン                        | Pabo                           | 2007年7月18日-2008年2月20日              |
| 羞恥心                                | 羞恥心                         | 2008年3月5日 - 6月4日                    |
| 泣かないで                            | 羞恥心                         | 2008年6月11日 - 7月23日                  |
| 陽は、また昇る                        | アラジン                       | 2008年7月30日 - 10月1日                  |
| アブラゼミ♂（東京バージョン）         | AIR BAND                       | 2008年10月8日 - 29日                     |
| グリーンフラッシュ伝説                | Pabo                           | 2008年10月22日                           |
| もうすぐクリスマス                    | 里田まい with 合田兄妹         | 2008年10月29日 - 11月26日                |
| 弱虫サンタ                            | 羞恥心                         | 2008年12月10日 - 12月17日                |
| バイバイ                              | 里田まい with 合田兄妹         | 2009年1月2日 - 2月18日                   |
| 青春 俺                               | AIR BAND                       | 2009年2月25日 - 3月25日                  |
| 青春 僕                               | 矢口真里                       | 2009年4月1日 - 4月22日                   |
| 出会えてよかった                      | トモとスザンヌ                 | 2009年4月29日 - 5月27日                  |
| I Believe 〜夢を叶える魔法の言葉〜    | 南明奈のスーパーマイルドセブン | 2009年6月10日 - 7月8日                   |
| 泣いてもいいですか                    | フレンズ                       | 2009年7月15日,7月29日                    |
| 泣いてもいいですか                    | ヘキサゴンオールスターズ       | 2009年8月5日 - 8月26日                   |
| ひらり                                | RYOEI                          | 2009年9月2日                             |
| ひとつ500円で買い取らせていただきます | スベラーズ                     | 2009年9月9日 - 9月30日、2010年9月15日    |
| 夢戦士                                | フレンズ                       | 2009年10月14日 - 11月4日                 |
| Mr.ジゴロ                             | 里田まい with 合田家族         | 2009年11月11日 - 11月18日                |
| You are my everything                 | 里田まい with 合田家族         | 2009年11月25日                           |
| かわいい悪魔                          | 里田まい with 合田家族         | 2009年12月9日                            |
| 風をさがして                          | 矢口真里とストローハット       | 2009年12月16日 - 2010年1月20日           |
| ヤンバルクイナが飛んだ                | サーターアンダギー             | 2010年1月27日 - 2月24日                  |
| 恋                                    | Pabo                           | 2010年3月3日                             |
| 幸せになろう                          | 南明奈のスーパーマイルドセブン | 2010年3月10日 - 3月31日                  |
| 沖縄に行きませんか                    | サーターアンダギー             | 2010年5月26日 - 6月2日、8月25日 - 9月1日 |
| 第三の男                              | エアヴィジュアルバンド         | 2010年6月23日 - 6月30日                  |
| 僕らには翼がある〜大空へ〜            | ツバサ                         | 2010年7月7日                             |
| 僕らには翼がある〜大空へ〜            | ヘキサゴンオールスターズ       | 2010年7月14日 - 7月28日、9月8日          |
| サヨナラ                              | 崎本大海                       | 2010年8月4日 - 8月18日                   |
| 僕らには翼がある〜また会おう〜        | ツバサ                         | 2010年10月6日                            |
| カナエ カナエ                         | ファミーユ                     | 2010年11月17日                           |
| 大切な人                              | サーターアンダギー             | 2010年12月1日 - 12月15日                 |
| 夜更けのバラッド                      | 崎本大海                       | 2011年1月12日 - 1月19日                  |
| 卒業                                  | サーターアンダギー             | 2011年1月19日 - 3月9日                   |

エンディングの歌唱シーンは、地上デジタル放送ではいわゆるスーパー額縁放送となっている。2010年4月（ごろ）からアナログ放送が16:9レターボックスになったことから、サイドパネル部分を狭くして、額縁放送の部分が大きめになった。

## ネット局と放送時間
| 放送地域       | 放送局                    | 系列                                         | 放送日時                     | ネット状況 | 備考                |
| -------------- | ------------------------- | -------------------------------------------- | ---------------------------- | ---------- | ------------------- |
| 関東広域圏     | フジテレビ（CX）          | フジテレビ系列                               | 水曜 19:00 - 19:57           | 製作局     | 製作局              |
| 北海道         | 北海道文化放送（uhb）     | フジテレビ系列                               | 水曜 19:00 - 19:57           | 同時ネット |                     |
| 岩手県         | 岩手めんこいテレビ（mit） | フジテレビ系列                               | 水曜 19:00 - 19:57           | 同時ネット |                     |
| 宮城県         | 仙台放送（OX）            | フジテレビ系列                               | 水曜 19:00 - 19:57           | 同時ネット |                     |
| 秋田県         | 秋田テレビ（AKT）         | フジテレビ系列                               | 水曜 19:00 - 19:57           | 同時ネット |                     |
| 山形県         | さくらんぼテレビ（SAY）   | フジテレビ系列                               | 水曜 19:00 - 19:57           | 同時ネット |                     |
| 福島県         | 福島テレビ（FTV）         | フジテレビ系列                               | 水曜 19:00 - 19:57           | 同時ネット |                     |
| 新潟県         | 新潟総合テレビ（NST）     | フジテレビ系列                               | 水曜 19:00 - 19:57           | 同時ネット |                     |
| 長野県         | 長野放送（NBS）           | フジテレビ系列                               | 水曜 19:00 - 19:57           | 同時ネット |                     |
| 静岡県         | テレビ静岡（SUT）         | フジテレビ系列                               | 水曜 19:00 - 19:57           | 同時ネット |                     |
| 富山県         | 富山テレビ（BBT）         | フジテレビ系列                               | 水曜 19:00 - 19:57           | 同時ネット |                     |
| 石川県         | 石川テレビ（ITC）         | フジテレビ系列                               | 水曜 19:00 - 19:57           | 同時ネット |                     |
| 福井県         | 福井テレビ（FTB）         | フジテレビ系列                               | 水曜 19:00 - 19:57           | 同時ネット |                     |
| 中京広域圏     | 東海テレビ（THK）         | フジテレビ系列                               | 水曜 19:00 - 19:57           | 同時ネット |                     |
| 近畿広域圏     | 関西テレビ（KTV）         | フジテレビ系列                               | 水曜 19:00 - 19:57           | 同時ネット |                     |
| 島根県・鳥取県 | 山陰中央テレビ（TSK）     | フジテレビ系列                               | 水曜 19:00 - 19:57           | 同時ネット |                     |
| 岡山県・香川県 | 岡山放送（OHK）           | フジテレビ系列                               | 水曜 19:00 - 19:57           | 同時ネット |                     |
| 広島県         | テレビ新広島（tss）       | フジテレビ系列                               | 水曜 19:00 - 19:57           | 同時ネット |                     |
| 愛媛県         | テレビ愛媛（EBC）         | フジテレビ系列                               | 水曜 19:00 - 19:57           | 同時ネット |                     |
| 高知県         | 高知さんさんテレビ（KSS） | フジテレビ系列                               | 水曜 19:00 - 19:57           | 同時ネット |                     |
| 福岡県         | テレビ西日本（TNC）       | フジテレビ系列                               | 水曜 19:00 - 19:57           | 同時ネット |                     |
| 佐賀県         | サガテレビ（sts）         | フジテレビ系列                               | 水曜 19:00 - 19:57           | 同時ネット |                     |
| 長崎県         | テレビ長崎（KTN）         | フジテレビ系列                               | 水曜 19:00 - 19:57           | 同時ネット |                     |
| 熊本県         | テレビくまもと（TKU）     | フジテレビ系列                               | 水曜 19:00 - 19:57           | 同時ネット |                     |
| 鹿児島県       | 鹿児島テレビ（KTS）       | フジテレビ系列                               | 水曜 19:00 - 19:57           | 同時ネット |                     |
| 沖縄県         | 沖縄テレビ（OTV）         | フジテレビ系列                               | 水曜 19:00 - 19:57           | 同時ネット |                     |
| 宮崎県         | テレビ宮崎（UMK）         | フジテレビ系列 日本テレビ系列 テレビ朝日系列 | 水曜 19:00 - 19:57           | 同時ネット |                     |
| 大分県         | テレビ大分（TOS）         | 日本テレビ系列 フジテレビ系列                | 水曜 16:53 - 17:53           | 遅れネット | [ 注 26 ]           |
| 青森県         | 青森放送（RAB）           | 日本テレビ系列                               | 木曜 0:59 - 1:56（水曜深夜） | 遅れネット | [ 注 27 ] [ 注 28 ] |
| 山梨県         | 山梨放送（YBS）           | 日本テレビ系列                               | 日曜 12:00 - 13:00           | 遅れネット | [ 注 29 ] [ 注 28 ] |
| 山口県         | テレビ山口（tys）         | TBS系列                                      | 日曜 12:54 - 13:54           | 遅れネット | [ 注 30 ] [ 注 28 ] |

過去のネット局
- 四国放送（JRT・日本テレビ系列） - 土曜 14:00 - 15:00[注 31]に放送されていたが、2011年3月5日打ち切り。

## スタッフ
- 構成 - 小笠原英樹
- 作家 - 酒井健作、北本かつら他
- スーパーバイザー - 道蔦岳史
- クイズ問題 - 田中健一、日髙大介
- 音楽 - nil、山崎耀
- CG - 岡本英士他
- Special Thanks - 清水宏泰
- チーフディレクター - 早川和孝
- プロデューサー - 三浦淳、西雅史、大川泰、川嶋典子
- 演出 - 奥村達哉
- 演出・チーフプロデューサー - 神原孝
- 協力 - adtv、フジパシフィック音楽出版
- 技術協力 - 八峯テレビ、FLT、IMAGICA、4-Legs他
- 制作協力 - D:COMPLEX/TVBOX、FCC

### 過去のスタッフ
- スタイリスト - 遠藤美紀（つるの剛士 妻）
- アートプロデューサー - 清水淳司

## 書籍
- 『ヘキサゴンドリル』（扶桑社、2007年12月22日） ISBN 978-4594055578
- 『ヘキサゴンドリルII』（扶桑社、2008年4月25日） ISBN 978-4594056339
- 『ヘキサゴンドリルIII』（扶桑社、2008年10月8日） ISBN 978-4594057732
- 『ヘキサゴンドリルIV』（扶桑社、2009年8月20日） ISBN 978-4594060169
本番組の予選ペーパーテストで使用されている問題をそのまま書籍にしたもの。Iは2006年3月22日放送分から2006年12月27日放送分までの中から選ばれた12回、IIでは2007年1月10日放送分から2007年6月27日放送分までの中から選ばれた12回、IIIでは2007年7月4日放送分から2007年10月10日放送分までの中から選ばれた12回、IVでは2007年10月31日放送分から2008年6月11日放送分までの中から選ばれた12回の問題と正解、街角予想順位と実際の結果等が収録されている。
- 『里田まいのおバカ伝説』（竹書房、2007年11月7日） ISBN 978-4812433171
全7章の内、「ヘキサゴン予選ペーパーテスト実例集」としてこの番組の予選ペーパーテストでの珍解答に1章が、「ヘキサゴン伝説」として番組内での珍解答に1章が割かれており、その他の章にもこの番組関係の記述がある。
- 『ヘキサな絵本 We read ヘキサゴン!! “read”は“よむ”ってことネ』（DVDつき）